# Polygordius appendiculatus
Polygordius appendiculatus är en ringmaskart som beskrevs av Fraipont 1887. Polygordius appendiculatus ingår i släktet Polygordius och familjen Polygordiidae. Arten är reproducerande i Sverige. Inga underarter finns listade i Catalogue of Life.